# Ochropleura vicaria
Ochropleura vicaria är en fjärilsart som beskrevs av Francis Walker 1857. Ochropleura vicaria ingår i släktet Ochropleura och familjen nattflyn. Inga underarter finns listade i Catalogue of Life.